# Columnella
Columnella es un género de foraminífero bentónico normalmente considerado un subgénero de Arenobulimina, es decir, Arenobulimina (Columnella), pero aceptado como sinónimo posterior de Voloshinoides de la subfamilia Ataxophragmiinae, de la familia Ataxophragmiidae, de la superfamilia Ataxophragmioidea, del suborden Ataxophragmiina y del orden Loftusiida. Su especie tipo era Arenobulimina labirynthica. Su rango cronoestratigráfico abarcaba desde el Albiense superior (Cretácico inferior) hasta el Cenomaniense (Cretácico superior).

## Discusión
Clasificaciones previas incluían Columnella en el suborden Textulariina del orden Textulariida o en el orden Lituolida.

## Clasificación
Columnella incluía a las siguientes especies:
- Columnella labirynthica †, también considerado como Arenobulimina (Columnella) labirynthica †, y aceptado como Voloshinoides labirynthica †
- Columnella quadribullata †, también considerado como Arenobulimina (Columnella) quadribullata †, y aceptado como Valvulina quadribullata †
- Columnella sabulosa †, también considerado como Arenobulimina (Columnella) sabulosa †, y aceptado como Bulimina sabulosa †